# 진천국가대표선수촌
진천국가대표선수촌(鎭川國家代表選手村, Jincheon National Training Center of Korean Sport and Olympic Committee)은 대한민국 충청북도 진천군에 있는 스포츠 시설이다. 포화상태에 이른 태릉국가대표선수촌을 대신하여 국가대표 선수들을 훈련시키고 스포츠 꿈나무들을 육성하도록 건설된 대한체육회 산하 선수촌이다. 2011년 10월 27일 1단계 사업을 마치고 준공식을 열었으며 충청북도 진천군 광혜원면 선수촌로 105(회죽리 374-1)에 위치한다.

## 연혁
- 2003년 3월 선수촌 장기운영 계획안 수립(대한체육회)
- 2003년 6월 국민체육진흥 5개년계획 수립(문화체육관광부)
- 2004년 12월 예비타당성조사 결과 최종 통보(기획예산처)
- 2004년 12월 조성 후보지 선정(진천군)
- 2005년 7월 마스터플랜 현상 공모
- 2007년 10월 1단계공사 실시설계 적격업체 선정(삼성물산 컨소시엄)
- 2008년 11월 1단계공사 계약체결
- 2009년 2월 1단계공사 착공
- 2011년 8월 1단계공사 준공
- 2013년 12월 2단계공사 착공
- 2017년 9월 2단계공사 준공

## 참고 문헌
- 〈진천국가대표선수촌〉. 《한국향토문화전자대전》. 한국학중앙연구원.[깨진 링크(과거 내용 찾기)]
- 〈진천국가대표선수촌〉. 《두피디아》. 두산.
- 〈진천국가대표선수촌〉. 《시사상식사전》. 박문각.
- “진천국가대표선수촌”. 대한체육회.[깨진 링크(과거 내용 찾기)]
- 《전국 공공체육 시설 현황 (2017년말 기준)》. 대한민국 문화체육관광부. 2019.
- 《2023 전국 공공체육시설 현황 (2022년 12월말 기준)》. 대한민국 문화체육관광부. 2024.

## 같이 보기
- 태릉국가대표선수촌
- 태백국가대표선수촌